# Sergio García (roadracingförare)
Sergio García, född 22 mars 2003 i Comunitat Valenciana, är en spansk motorcykelförare som tävlar i grenen roadracing. Sedan 2019 tävlar han i Moto3-världsmästerskapet i Grand Prix Roadracing. García tävlar med startnummer 11 på sin motorcykel.
García vann det spanska pre-Moto3-mästerskapet 2016 innan han året efter började tävla i juniorvärldsmästerskapen i Moto3. Säsongen 2018 blev han tvåa i juniorvärldsmästerskapen. Han gjorde därefter debut i senior-VM i Moto3 säsongen 2019 där han körde en Honda för stallet Estrella Galicia 0,0. García missade säsongens första Grand Prix eftersom han inte upppnått minimiåldern 16 år. Han tog sin första seger 17 november 2019 i Valencias Grand Prix.

## Framskjutna placeringar
Uppdaterad till 2020-11-16.
| Nr | Grand Prix | År   |
| -- | ---------- | ---- |
| 1  | Valencia   | 2019 |

| Nr | Grand Prix | År   |
| -- | ---------- | ---- |
| 1  | Malaysia   | 2019 |
| 2  | Europa     | 2020 |
| 3  | Valencia   | 2020 |